# Giorgio Laccioli
Giorgio Laccioli, o Lacioli o Giorgio da Cremona (Cremona, XIV secolo – 1451), è stato un religioso italiano.

## Biografia

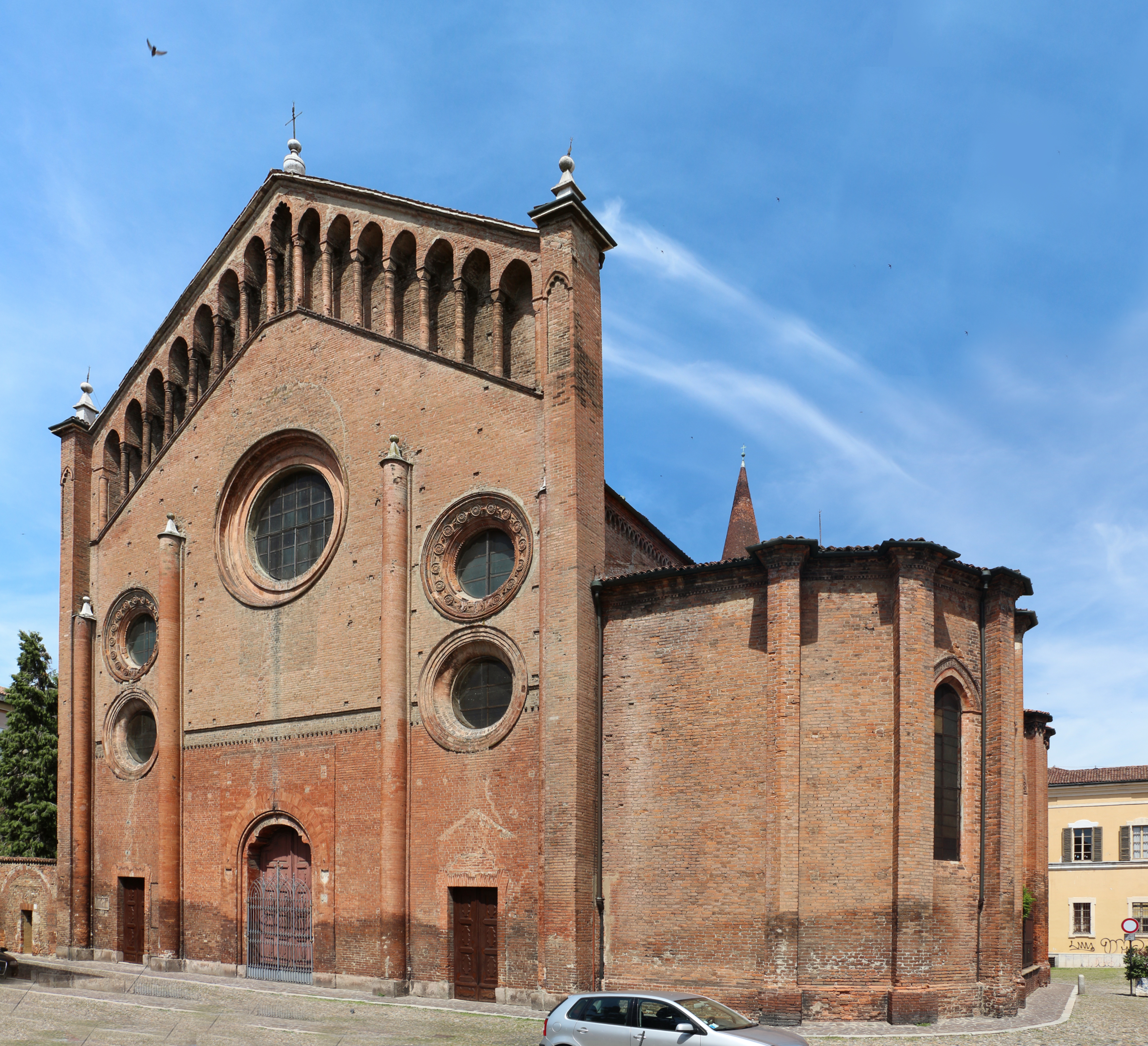
La facciata della Chiesa di Sant'Agostino a Cremona

Il nome di frate Giorgio Laccioli è associato ai gravi fatti che accaddero nel 1449 nel convento di Sant'Agostino di Cremona e che furono raccontati da fra' Agostino Cazzuli da Crema, umanista e suo successore nel convento. Di lui dirà Benigno Peri da Genova: «sed animus egregius adeoque politicus erat ei ut omnia diligenter habere mundissima summe ornata summeque composita».
Giorgio Laccioli studiò teologia a Padova e in seguito a Bologna diventando Maestro di Teologia e reggente dell'università padovana. Diede il via al movimento riformatore della Congregazione di Lombardia (OESA) fondato dal frate Giovanni Rocco de' Porzi nato all'interno dell'ordine agostiniano e voluto da papa Eugenio IV, nel periodo in cui Ludovico il Moro, dopo la morte del padre Francesco governava la città.
Fu priore del monastero agostiniano di Cremona nel 1442, e nell'autunno di Crema. Morì nel 1451 venendo tumulato nella chiesa dell'Incoronata nella cappella della Purificazione a lui intitolata, la lapide sepolcrale riporta la scritta HIC JACET / B. GEORGIUS DE LACIOLIS / DE CREMONA / SACRAE PAGINAE PROFESSOR / PRIMUS (FONDATOR HUIUS MONASTERI!) / QUI OBIIT / (ANNO MCDLI./ V. ID. SEPTEMBRIS), ed è conservata presso la casa canonica.
La storia di Giorgio Laccioli, meglio conosciuto come Giorgio da Cremona, è legata al grave fatto avvenuto nel convento di Sant'Agostino di Cremona alla fine dell'estate del 1449. L'ordine e il convento stavano vivendo un periodo difficile, non tutti i frati presenti accettavano la severità delle regole imposte dal priore Agostino de Cauciis, che riconducevano i frati all'Osservanza della vita di povertà e umiltà di sant'Agostino. La volontà di Bianca Maria Visconti, all'epoca signora di Cremona e duchessa di Milano, di favorire il passaggio del convento di Sant'Agostino di Cremona dall'ordine dei frati Eremitani alla Congregazione dell’Osservanza di Lombardia, sebbene ben accolta dal priore, non fu per tutti ben accetta. In particolare due frati covavano odio verso il superiore meditandone la fine. Un mattino di fine estate, mentre fra Agostino si recava nel chiostro con due suoi nipoti, fu assalito dai due frati che con una sudis magna et grossa (grosso palo) lo colpirono violentemente sul capo. Il povero priore si accasciò a terra. I due aggressori volevano però liberarsi anche dei testimoni e infierirono con colpi di bastone sul primo nipote, mentre il secondo veniva ferito con la lama di un coltello.
Il priore morì la notte successiva, così come un nipote, ma il secondo benché ferito riuscì a salvarsi e a raccontare il grave fatto, che ebbe subito grande risonanza. Il priore generale Giuliano Falciglia da Salemi, avvisato dell'accaduto, mandò l'8 ottobre 1449 una lettera a fra Giorgio Laccioli, perché si recasse a Cremona a riformare il convento con il compito di allontanare quei frati che riteneva non fossero più degni dell'ordine. Il frate accettò l'incarico e il primo novembre del medesimo anno fece il suo ingresso solenne a Cremona portando con sé altri frati provenienti da diversi conventi che avevano già aderito all'Osservanza, tra questi frate Gabriele Attendolo che era il fratello di Francesco Sforza, futuro arcivescovo di Milano. 
Grazie al suo intervento il monastero fu accolto nella Congregazione dell’Osservanza di Lombardia e visse un periodo di grande restauro, così come aveva fatto nel monastero di Crema. Questi eventi furono scritti in due opere del XV secolo e conservato presso la Biblioteca civica Angelo Mai di Bergamo intitolati Primordia Congregationis Lombardie Observantum fratrum Eremitarum Sancti Augustin, da Benigno Mperi e Origo Congregationis Lombardie scritto da Agostino Cazzulli. Il frate morì di peste nel 1451, venne sostituito nel monastero da Agostino Cazzuli sotto la protezione di Bianca Maria Visconti.
Il Laccioli fu raffigurato da alcuni artisti nel XV e XVI secolo attribuendogli il titolo di beato, tra questi Andrea Previtali nella pala Trinità con sant'Agostino e il beato Giorgio da Cremona conservata nella chiesa di San Nicola di Almenno San Salvatore